# Antonín Breitenbacher
Antonín Breitenbacher (křtěn jako Josef Jiří Breitenbach; 12. února 1874 Jarošov – 8. srpna 1937 Kroměříž) byl římskokatolický kněz, odborný historik, archivář a knihovník.

## Život

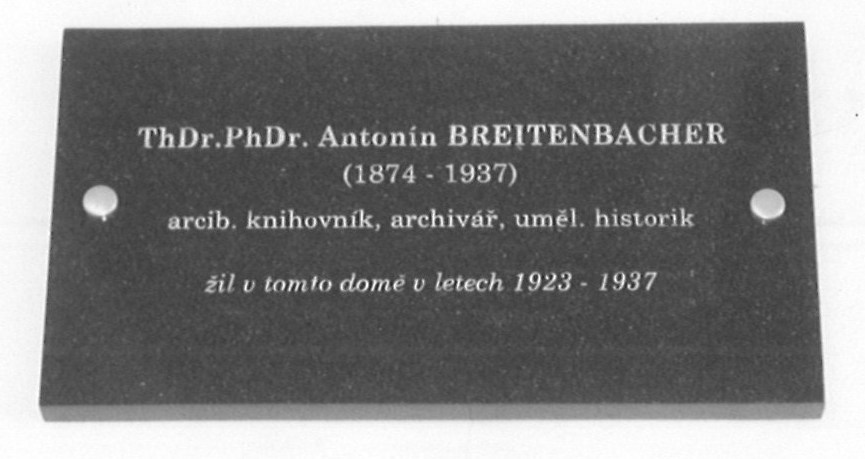
Pamětní deska na domě v Kroměříži

Kněžské svěcení přijal roku 1896, pak přešel jako vyučující na Arcibiskupské gymnázium v Kroměříži. V letech 1898 - 1903 dále studoval historii a geografii na univerzitě v Innsbrucku, kde získal doktorát. I když dostal nabídky vyučovat církevní dějiny na teologické fakultě v Olomouci nebo na Univerzitě Karlově, zůstal dobrovolně jako profesor zeměpisu a historie na kroměřížském gymnáziu. Od roku 1915 až do své smrti byl knihovníkem v zámecké knihovně na arcibiskupském zámku v Kroměříži, od r. 1921 také arcibiskupským archivářem (nástupce Františka Snopka).

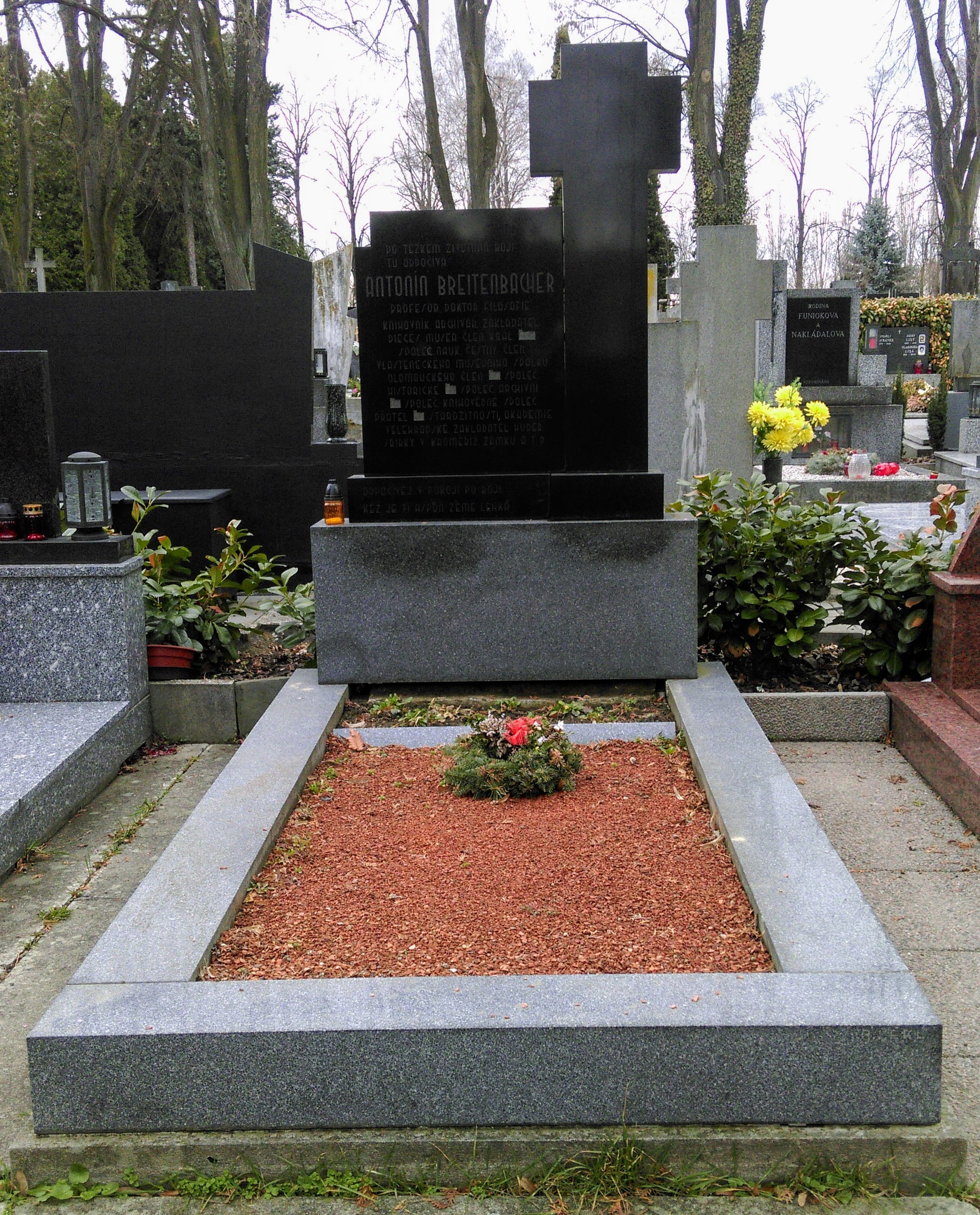
Hrob

V Kroměříži na Regentském domě na Velkém náměstí č.p. 39 je umístěna pamětní deska s textem "ThDr. PhDr. Antonín Breitenbacher - (1874 - 1937) - arcib. knihovník, archivář, uměl. historik - žil v tomto domě v letech 1923-1937". Zemřel v roce 1937 a je pohřben na hřbitově v Kroměříži.
Největší Breitenbacherovou zásluhou je soupis arcibiskupské obrazárny a jiných sbírek, ale také hudebního archivu, v němž mj. objevil a zhodnotil postavu biskupského kapelníka a skladatele Pavla Josefa Vejvanovského. Přispěl také do Českého slovníku bohovědného (hl. redaktor Antonín Podlaha).

## Dílo
- Seznam děl v Souborném katalogu ČR, jejichž autorem nebo tématem je Antonín Breitenbacher
- Breitenbacher Antonín, Dějiny arcibiskupské obrazárny v Kroměříži : archivní studie, I.-II., Kroměříž : [L. Prečan], 1925-1927.
- Breitenbacher Antonín, Hudební archiv kolegiátního kostela sv. Mořice v Kroměříži, Zvl. příl. Čas. Vlast.spolku musejního v Olomouci, 40/1928, 42/1930 a 47/1935.
- Breitenbacher Antonín - Eugen Dostál, Katalog arcibiskupské obrazárny v Kroměříži, Kroměříž 1930.
- Breitenbacher Antonín, Arcibiskupská knihovna. Kroměříž a okolí. Brno 1932, s. 35 - 38.
- Breitenbacher Antonín, Arcibiskupská sbírka grafik. Kroměříž a okolí. Brno 1932, s. 42.
- Breitenbacher Antonín, Československá ikonografie v arcibiskupské grafické sbírce v Kroměříži. Časopis Společnosti přátel starožitností českoslovanských, 43, 1935, s. 124 - 216.
- Breitenbacher Antonín, Skalická bible v arcibiskupské knihovně v Kroměříži. Hlídka, 39, 1922, s. 179 - 181, 227 - 232, 276.
- Breitenbacher Antonín, Zpráva z archivu, knihovny, musea olomouckého arcibiskupství v Kroměříži za léta 1930 až 1931. Časopis archivní školy, 9 - 10, 1931 - 1932, s. 368 - 375.
- Breitenbacher Antonín, Zpráva z archivu, knihovny, musea olomouckého arcibiskupství v Kroměříži za léta 1932 až 1935. Časopis archivní školy, 13 - 14, 1935 - 1936, s. 374 - 379.
- Breitenbacher Antonín, Z arcibiskupské knihovny. Pozorovatel. 22, 1925, příloha k č. 44.
- Breitenbacher Antonín, Z knížecí arcibiskupské knihovny v Kroměříži. Hlídka, 33, 1916, s. 526 - 532.
- Breitenbacher Antonín, Epitaf olomouckého biskupa Marka Kuena (1553–1565), Časopis vlasteneckého spolku musejního v Olomouci 38, 1927, s. 98–101.